# Profumo d'estate
Profumo d'estate è stato un programma televisivo italiano, ideato e condotto da Adriana Volpe e andato in onda su Rai 2 dal 25 agosto all’8 settembre 2018.

## Il programma
In ogni puntata del programma, condotto in esterna, principalmente da uno studio presso la spiaggia di Ostia, viene affrontato un determinato tema attraverso il racconto di ospiti, rubriche, ricette e tutorial al riguardo. Nel cast fisso del programma figurano Andrea Pellizzari nel ruolo di inviato, il colonnello Francesco Laurenzi per lo spazio meteo e Valentina Persia come comica.

### Puntate
| Puntata | Messa in onda     | Tema       | Ospiti                               |
| ------- | ----------------- | ---------- | ------------------------------------ |
| 1       | 25 agosto 2018    | Vacanze    | Massimiliano Ossini                  |
| 2       | 1º settembre 2018 | Figli      | Matilde Brandi, Max Tonetto          |
| 3       | 8 settembre 2018  | Matrimonio | Lorena Bianchetti, Barbara Chiappini |

## Ascolti
| Puntata | Messa in onda     | Telespettatori | Share | Fonte |
| ------- | ----------------- | -------------- | ----- | ----- |
| 1       | 25 agosto 2018    | 454.000        | 4,60% | [ 3 ] |
| 2       | 1º settembre 2018 | 356.000        | 3,60% | [ 4 ] |
| 3       | 8 settembre 2018  | 396.000        | 4,30% | [ 5 ] |
| Media   | Media             | 402.000        | 4,17% |       |